# Five (Toronto)
Five ist ein hohes Wohngebäude in Toronto, Ontario, Kanada. Es befindet sich in der 5 St. Joseph Street. Das Gebäude erreicht eine Höhe von 160 Metern und verfügt über 50 Etagen. Des Weiteren verfügt das Gebäude über eine Tiefgarage mit 274 Abstellplätzen. Der Baubeginn für das Gebäude fand im Mai 2011 statt. Die Fertigstellung war für 2015 geplant und ist im Jahr 2016 erfolgt. Das Gebäude wurde von Hariri Pontarini Architects entworfen.